# 吳莉貞
吳莉貞（1951年—），任中華民國法務部調查局副局長，為中華民國第一位女性調查局副局長。

## 生平
畢業於國立中興大學法商學院(今國立臺北大學)法律系，1972年進入調查局，調查班十期結業。由基層調查員做起，歷練肅貪、緝毒、經濟犯罪等業務。曾任高雄市調處處長、調查局公共事務室主任、主任秘書。
2012年8月，升任調查局副局長。
2015年5月19日，吳莉貞在退休前夕，下令更改管制出國對象名單，讓自己不在管制三年的名單內。在退休後34天後赴中國